# Receptor metabotrópico de glutamato 3
O receptor metabotrópico de glutamato 3 é uma proteína que em seres humanos é codificada pelo gene GRM3. Os receptores metabotrópicos de glutamato são uma família de receptores acoplados à proteína G.

## Interações
O receptor metabotrópico de glutamato 3 mostrou interação com as proteínas GRIP1, PICK1 e PPM1A.